# Masaaki Kato
Masaaki Kato (加藤 正明, Kato Masaaki) est un footballeur japonais né le 22 décembre 1958 dans la préfecture d'Aichi au Japon.